# Phillip Whitehead
Phillip Whitehead (n. 30 mai 1937 – d. 31 decembrie 2005) a fost un om politic britanic, membru al Parlamentului European în perioadele 1994-1999, 1999-2004 si 2004-2009 din partea Regatului Unit. 